# Congonhas do Norte
Congonhas do Norte è un comune del Brasile nello Stato del Minas Gerais, parte della mesoregione Metropolitana di Belo Horizonte e della microregione di Conceição do Mato Dentro.